# Plectranthus barbatus

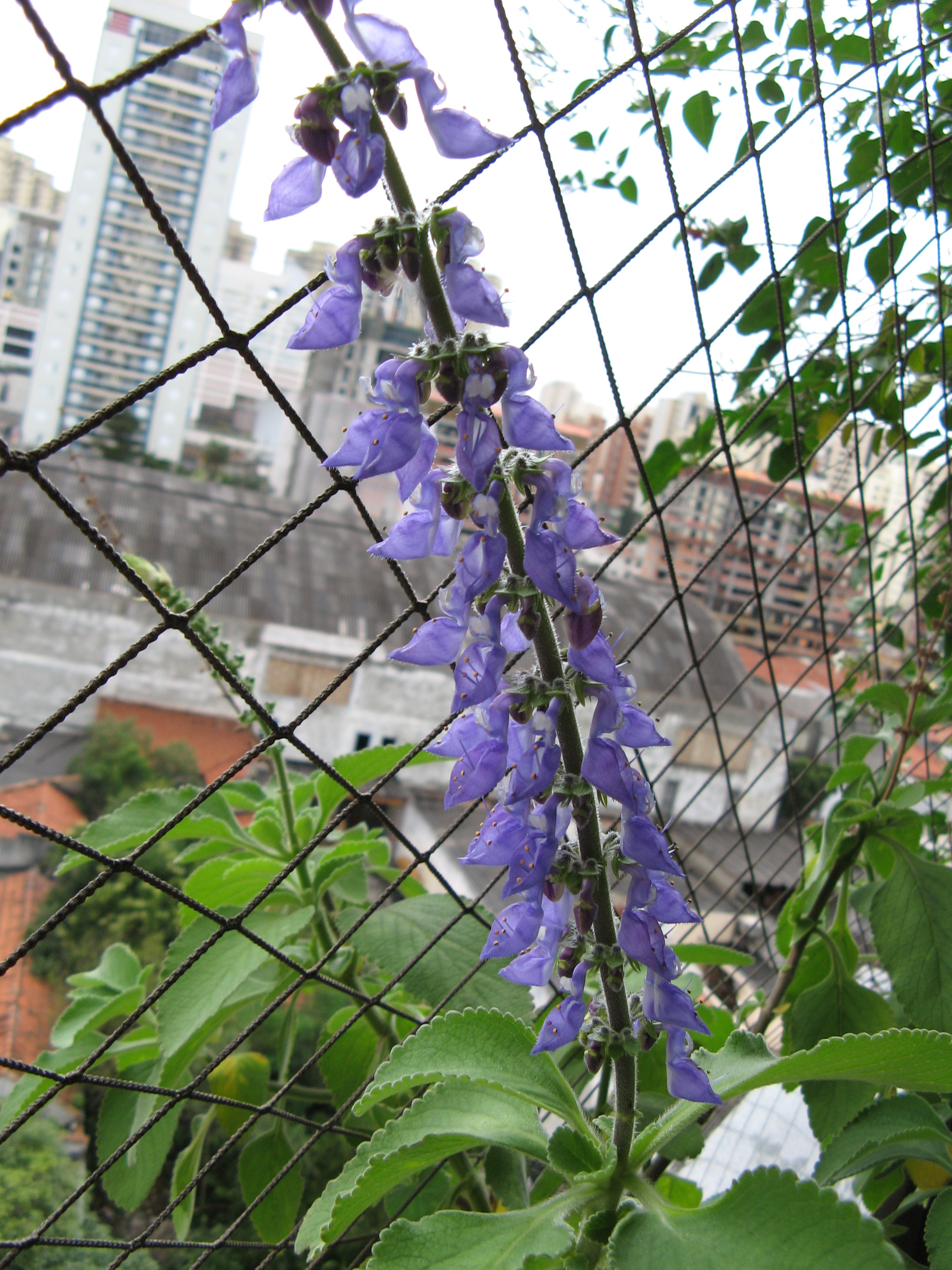
Blütenstand und Laubblätter

Plectranthus barbatus ist eine Pflanzenart aus der Gattung der Harfensträucher (Plectranthus) in der Familie der Lippenblütler (Lamiaceae).

## Beschreibung
Plectranthus barbatus wächst als Halbstrauch. Die gegenständig angeordneten Laubblätter sind relativ groß mit gezähnten Blattrand. An aufrechten, bis zu 25 Zentimeter langen traubigen Blütenständen stehen purpurblaue Blüten.
Die Chromosomenzahl beträgt 2n = 28.

## Verbreitung
Das Verbreitungsgebiet von Plectranthus barbatus reicht vom tropischen Afrika über die arabische Halbinsel bis nach Indien und China.

## Systematik
Die Erstbeschreibung erfolgte 1810 durch den englischen Botaniker Henry Charles Andrews in The Botanist’s Repository for new, and rare plants, Band 10, Tafel 594. Ein Synonym für Plectranthus barbatus Andrews ist beispielsweise Coleus barbatus (Andrews) Benth.
Die Art Plectranthus barbatus enthält etwa zwei Varietäten:
- Plectranthus barbatus Andrews var. barbatus: Sie kommt von Eritrea bis ins nördlichen Tansania, auf der Arabischen Halbinsel und vom indischen Subkontinent bis China vor.[2]
- Plectranthus barbatus var. grandis (L.H.Cramer) Lukhoba & A.J.Paton: Sie kommt vom nordöstlichen und vom östlichen tropischen Afrika bis Zaire vor.[2]

## Nutzung
Plectranthus barbatus ist die einzig bedeutsame Quelle für Forskolin, ein giftiges Diterpen. Forskolin wird in Biochemie und Pharmakologie zur unspezifischen Aktivierung von Adenylatcyclasen eingesetzt.
Eine andere Anwendung, die in verschiedenen Ländern erprobt wird, ist die Nutzung der Blätter als umweltfreundlicher Ersatz für Toilettenpapier.